# Attagenus karnali
Attagenus karnali es una especie de coleóptero de la familia Dermestidae.

## Distribución geográfica
Habita en Nepal.